# 工藤和男
工藤 和男（くどう かずお、1933年 - ）は、日本の画家、洋画家。大分県大分市出身。漁師など海、働く人物をテーマに描く作品が多い。

## 経歴
- 1933年 - 大分県で生まれる[3]
- 1946年 - 大分市立金池小学校卒業[要出典]
- 1949年 - 大分市立碩田中学校卒業[要出典]
- 1952年 - 大分県立別府緑ヶ丘高等学校卒業[4]
- 1957年 - 創元会展初出品（以後毎年出品）[3]
- 1962年 - 武蔵野美術大学卒業[3]
- 1963年 - 創元会会員[1]
- 1965年 - 日展初入選[5]
- 1967年 - 創元会展会員新人賞[要出典]
- 1970年 - 安井賞候補展出品（以後7回）[1]
- 1971年 - 創元会運営委員[要出典]
- 1973年 - 昭和会展出品（以後招待出展2回）[要出典]
- 1976年 - 日展特選[3]
- 1977年 - 日展無鑑査[要出典]
- 1977年 - 日展審査員[3]
- 1978年 - 紺綬褒章受章（以後4回）[3]
- 1979年 - 日展特選[要出典]
- 1980年 - 日展委嘱[要出典]
- 1983年 - 創元会常任委員[要出典]
- 1992年 - 創元会常任理事[要出典]
- 1994年 - 日展審査員[要出典]
- 1995年 - 創元会副理事長 日展会員[3]
- 1997年 - 東京国際美術館（現多摩美術大学美術館[6]）にて自選展開催[7]
- 1999年〜2014年 - 創元会理事長[3]
- 2005年 - 大分合同新聞文化賞受賞[3]
- 2005年5月4日 - 九州芸術の杜内に自身初となる工藤和男美術館が開館[1]
- 現在[いつ?] - 創元会会長 日展評議員[3]

## 主な作品
- 「働く人」1970年 - 創元展
- 「初冬の海」1976年[2]
- 「東北の漁港」1979年 - 第11回日展特選[2]
- 「海と漁師」1983年 - 第15回日展
- 「漁港の家族」1989年 - 第21回日展
- 「漁師」1990年 - 第22回日展

## 主な作品収蔵
- 九州芸術の杜
- 大分県立美術館[2][3]
- 山梨県立美術館[3]
- 愛媛県美術館[3]
- 箱根 彫刻の森美術館[3]
- 茅野市美術館[3]
- 大分市美術館[3]